# آب‌شدگی (مجموعه تلویزیونی)
آب‌شدگی (لهستانی: Odwilż) یک مجموعهٔ تلویزیونی جنایی لهستانی است که در سال ۲۰۲۲ منتشر شد.

## گزیدهٔ بازیگران

### اصلی
- کاتاژینا وایدا
- بارتومیئی کوتشدوف
- سزاری ووکاشویچ
- یولیوش خشانستوفسکی
- سباستیان فابیانسکی
- آندژی گرابوفسکی
- بوگوسواف لیندا
- اریک کولم

### فرعی و میهمان
- مونیکا کشیفکوفسکا
- مونیکا کفیاتکوفسکا
- اریک لوبوس
- مارتا اویژینسکا
- آگنیشکا پیلاشفسکا
- یولیا رسنوفسکا
- ناتالیا شیکورا
- اوا اسکیبینسکا
- آگنیشکا سوخورا
- ماوگوژاتا شپتیتسکا
- پیوتر ژورافسکی
- وویچیخ ژیلینسکی